# Grotta del Lauro
La grotta del Lauro si trova all'interno dell'area protetta del Parco dei Nebrodi nel territorio di Alcara li Fusi, comune italiano della città metropolitana di Messina, a quota 1.068 m sul versante occidentale del massiccio roccioso delle Rocche del Crasto.

## Caratteristiche
La grotta costituisce un polo di straordinaria attrazione per le innumerevoli stalattiti, stalagmiti e colonne dalle forme più svariate. In essa è presente anche un tipo di concrezione mammellonare formata da spessi strati di calcite, trasparente nel suo interno.
La grotta si addentra nella viva roccia del Crasto per una notevole profondità. Vi si accede dalle falde della gigantesca roccia del Calanna distante da Alcara circa 7 km.
Tramite un ampio ingresso, a parecchi metri di altezza dal suolo, si accede in una prima caverna dalle dimensioni irregolari, con una volta altissima costellata da stalattiti di strane forme; da questa, scendendo per uno scenario di stalattiti, stalagmiti, colonne e concrezioni di pregevole interesse visivo, si accede ad una grandissima seconda caverna anch'essa molto ricca di suggestive formazioni colonnari stalagmitiche; da questa seconda caverna si dipartono dei cunicoli che conducono, scendendo anche a notevole profondità, a numerose altre stanze, due delle quali molto ampie.
Oltre che da un punto di vista geospeleologico la grotta del Lauro è interessante per la presenza in essa di due esemplari di “troglobie” di invertebrati miriapodi di alto interesse biologico che costituiscono un endemismo tipico ed unico della grotta: Entotalassinum Nebrodium e Beroniscus Marcelii.
Per visitare la grotta bisogna farne richiesta al Comune oppure all'Associazione Video Nature, in quanto l'accesso è sbarrato da un cancello che ne protegge le bellezze in essa contenute.